# Бомбардировка площади Мая

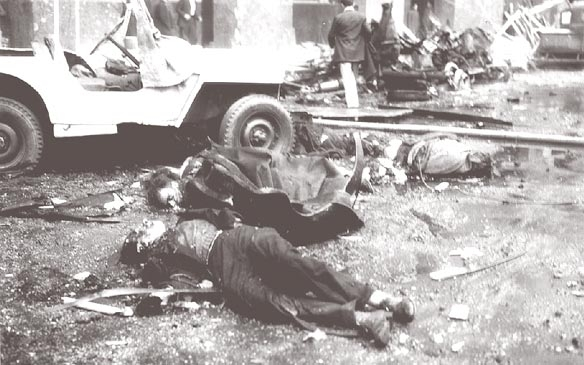
Жертвы бомбардировки.

Бомбардировка площади Мая (также Резня на площади Мая, исп. Bombardeo de la Plaza de Mayo и Masacre de Plaza de Mayo) — одновременно совершённые бомбардировка и авиаобстрел, совершённые 16 июня 1955 года в городе Буэнос-Айрес (Аргентина) на площадь Мая. В этот день группа военных и гражданских лиц, выступающих против правительства президента Хуана Доминго Перона, совершила попытку его убийства и последующего государственного переворота. Хотя их попытка закончилась неудачей, в тот же день несколько эскадрилий самолётов военно-морской авиации, поддерживавших восставших, подвергли бомбардировкам и обстрелам из 30-миллиметровых пушек Площадь Мая и Каса-Росада (Розовый дом), расположенный на его восточное стороне, здание CGT (Всеобщей конфедерации труда Аргентины) и здание, которое в то время являлось президентской резиденцией, — перед этими зданиями находилась большая толпа людей, поддерживавшая Перона. В результате бомбардировки погибло 364 человека и было ранено более 700; по жестокой иронии это событие стало «боевым крещением» военно-морской авиации Аргентины (которая, таким образом, впервые была применена против самих аргентинцев).
Перон в это время находился в здании военного министерства, располагавшемся в 200 м от Каса-Росада, из-за чего он не подвергся опасности при начале воздушной атаки и попытки нападения протестующих с земли. Безразличие к жизни людей, с которым была осуществлена бомбардировка, и насилие масштабов, никогда ранее не имевших места в Аргентине, способствовали отнесению этого события к понятию «государственного терроризма», появившемуся в стране спустя несколько лет.
В 2000-х годах был инициирован судебный процесс, целью которого было установить, являлись ли те действия преступлением против человечества. В феврале 2008 года судья Клаудио Бонадио вынес вердикт, что этот эпизод не был преступлением против человечества, поскольку не являлся массовым убийством людей со стороны государства, а был попыткой государственных структур осуществить убийство президента.